# Roelmana maloba
Roelmana maloba är en fjärilsart som beskrevs av William Schaus 1905. Roelmana maloba ingår i släktet Roelmana och familjen Mimallonidae. Inga underarter finns listade i Catalogue of Life.